# Шиньон

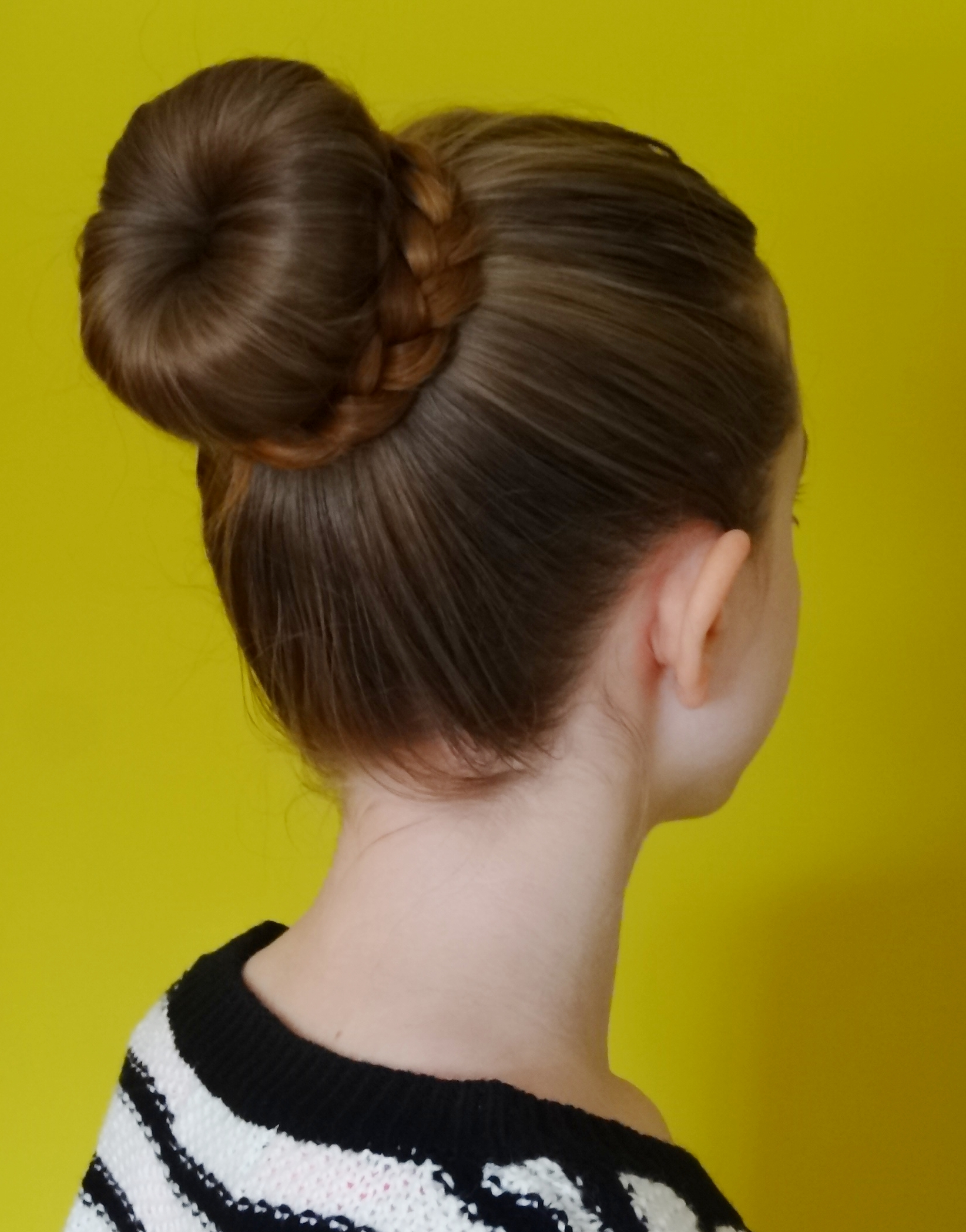
Пример причёски шиньон.

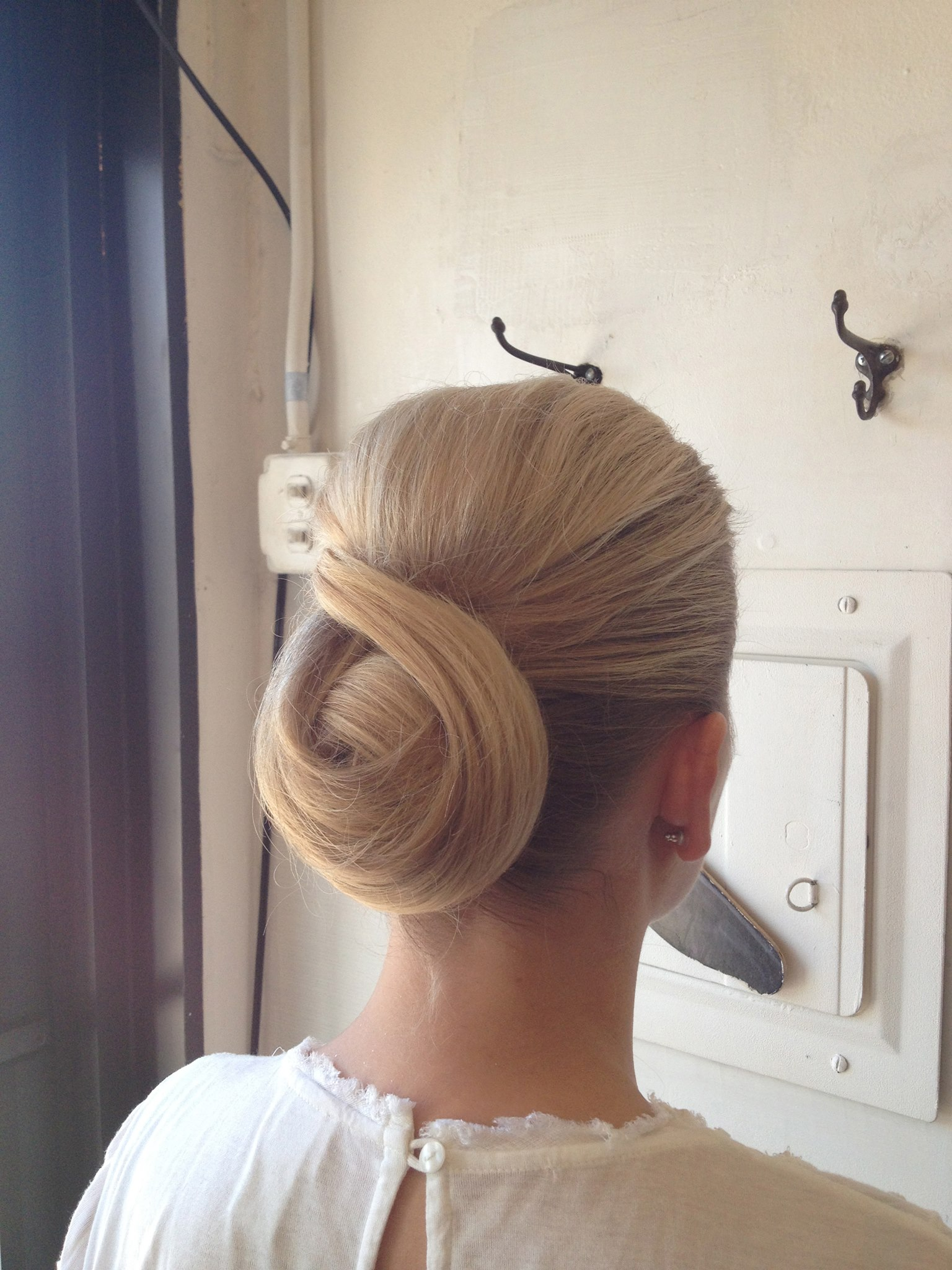
Пример причёски шиньон.

Шиньон (фр. chignon, [ʃiɲɔ̃]) — женская причёска с использованием волос, собранных на затылке, то же, что и пучок.
Название причёски происходит от французского названия волос на затылке, такое значение слово chignon приобрело не позже середины XVIII века, более древнее значение этого слова — «затылок». Чаще всего для шиньонов используют накладные волосы. Накладные шиньоны обычно прикалываются к волосам специальной клипсой, но есть много различных вариантов этой причёски. Её часто делают по особым случаям, таким как свадьба или официальные приёмы с танцами, но номинально сделанный шиньон можно носить и каждый день с повседневной одеждой. Парик, накладка, шиньон — Плешегрейка (ж.).

## История
Историю шиньонов можно проследить до Древней Греции, где афинские женщины носили причёски с заколками из золота или слоновой кости. После македонских войн, в древней Греции, вошли в моду причёски когда женщины опускали волосы по плечам, оставляя две взбитые пряди полосами по обеим сторонам лица, и эта древнейшая прическа в более поздние периоды сильно видоизменилась, приняв самые различные формы, общая особенность которых — завивка буклями и сборка волос на затылке или макушке (шиньоны) вместо прежнего свободного спадания по плечам и употребление диадем. 
Проживавший и работавший в России, с 1801 года, балетмейстер и артист балета Карл-Людовик Дидло отменил в балете парики, французские кафтаны, башмаки с пряжками, фижмы, шиньоны, мушки и прочее.